# Voulismeni-See
Der Voulismeni-See (griechisch λίμνη Βουλισμένη (f. sg.)) ist ein rund geformter ehemaliger Süßwasser-See in der Stadt Agios Nikolaos auf der griechischen Insel Kreta. Im Jahr 1870 wurde er durch einen Kanal mit dem Seehafen der Stadt verbunden.
Nach Angaben der Mythologie soll die Göttin Athene ein Bad im See genommen haben. Eine weitere Legende besagt, dass der See bodenlos und mit der hunderte Kilometer entfernten Insel Santorin verbunden sei. Diese Geschichte stützt sich unter anderem darauf, dass bei einem Erdbeben auf Santorini im Jahr 1956 auch die Wasseroberfläche des Voulismeni-Sees stark erschüttert worden sein soll. Tatsächlich weist der See mit 65 m eine beachtliche Tiefe auf und fällt somit bei einem Durchmesser von maximal 137 m am Ufer stark ab.
Im Zweiten Weltkrieg, so wird berichtet, haben die deutschen Besatzungstruppen vor ihrem Abzug Waffen, Fahrzeuge und weitere Ausrüstung im See versenkt. Heutzutage ist der See von einer langen Promenade mit zahlreichen Tavernen und Bars umgeben und ist darüber hinaus ein beliebtes Ausflugsziel für die Stadtbevölkerung zum orthodoxen Osterfest.